# Ambrogio Longoni
Ambrogio Antonio Longoni (Novara, 10 dicembre 1811 – Torino, 9 agosto 1890) è stato un politico e militare italiano.

## Biografia
Militare di carriera, fu Deputato del Regno di Sardegna nella I legislatura e nella II legislatura, eletto rispettivamente nei collegi di Rapallo e Novara I. Venne eletto anche come Deputato dell'VIII legislatura del Regno d'Italia nel collegio di Teramo, ma la sua elezione venne annullata in quanto era comandante militare nel teramano.